# 2018年イタリアグランプリ
2018年イタリアグランプリ（2018 Italian Grand Prix）は、2018年のF1世界選手権第14戦として、2018年9月2日にモンツァ・サーキットで開催された。
正式名称は「FORMULA 1 GRAN PREMIO HEINEKEN D'ITALIA 2018」。

## レース前
本レースでピレリが供給するドライタイヤのコンパウンドは、スーパーソフト、ソフト、ミディアムの3種類。
前戦ベルギーGPの決勝スタート直後に多重クラッシュを引き起こしたニコ・ヒュルケンベルグは、本レースで10グリッド降格となる。
ルノーは、レッドブルのダニエル・リカルドへ新しい「Cスペック」を投入。これにより、最後尾へのグリッド降格が決まった。ヒュルケンベルグもフリー走行を前にパワーユニットを交換したため最後尾グリッドへの降格が決まったが、Cスペックの信頼性がまだ確保されていないため、従来のBスペックへの交換となっている。

## エントリーリスト
前戦ベルギーGPに引き続き、マクラーレンはリザーブドライバーを務めるランド・ノリスをストフェル・バンドーンに代えてフリー走行1回目(FP1)に出走させる。

## フリー走行
金曜午前のFP1は雨が降る中ウエットコンディションで行われた。ルノーが新たに投入した「Cスペック」を使用したダニエル・リカルド(レッドブル)だったが、すぐにトラブルが発生してしまった。1時間後に雨が上がって路面は次第に乾いていき、終盤にセルジオ・ペレス(フォース・インディア)が1分34秒000のトップタイムを出した。
午後のFP2はドライコンディションで行われたが、開始2分にマーカス・エリクソン(ザウバー)のDRSが閉じないトラブルが発生し、1コーナーでマシンを高速で回転させる大クラッシュを喫した。エリクソンはメディカルセンターへ搬送され、診察を終えた後に首をさすってピットロードへ戻っていった。セバスチャン・ベッテルがパラボリカでスピンを喫しバリアにわずかに接触してリアウィングに軽いダメージを負うアクシデントがあったがトップタイムを記録し、フェラーリが1-2位を占めた。
土曜午前のFP3もドライコンディションで行われ、FP2に続きベッテルが1分20秒509のトップタイムを記録し、ルイス・ハミルトンがフェラーリ勢に割って入り2位となった。

## 予選
2018年9月1日 15:00 CEST(UTC+2) 天候:曇り時々晴れ 路面:ドライ
キミ・ライコネンがファン・パブロ・モントーヤ(2004年)のコースレコードを14年ぶりに破って前年のモナコGP以来のポールポジションを獲得し、フェラーリはホームグランプリで18年ぶりにフロントローを独占。史上最速平均周回速度をも14年ぶりに更新した。ナイジェル・マンセル以来の最年長ポール獲得を果たしたライコネンは表情を変えることも無く、観客席のファンに二度手を振った程度だったが、ミントゥ夫人は涙を流して喜んだ。
メルセデス勢はルイス・ハミルトンが3位にバルテリ・ボッタスが4位、レッドブル勢はマックス・フェルスタッペンが5位、ダニエル・リカルドがグリッド降格もあり19番手スタート、トロ・ロッソのピエール・ガスリーは下馬評を覆すQ3進出を果たして9位に入った。
このほかフェルナンド・アロンソの無線内容が物議を醸した。

### 結果
| Pos.                | No. | ドライバー                 | コンストラクター                | Q1       | Q2       | Q3       | Grid |
| ------------------- | --- | -------------------------- | ------------------------------- | -------- | -------- | -------- | ---- |
| 1                   | 7   | キミ・ライコネン           | フェラーリ                      | 1:20.722 | 1:19.846 | 1:19.119 | 1    |
| 2                   | 5   | セバスチャン・ベッテル     | フェラーリ                      | 1:20.542 | 1:19.629 | 1:19.280 | 2    |
| 3                   | 44  | ルイス・ハミルトン         | メルセデス                      | 1:20.810 | 1:19.798 | 1:19.294 | 3    |
| 4                   | 77  | バルテリ・ボッタス         | メルセデス                      | 1:21.381 | 1:20.427 | 1:19.656 | 4    |
| 5                   | 33  | マックス・フェルスタッペン | レッドブル-タグ・ホイヤー       | 1:21.381 | 1:20.333 | 1:20.615 | 5    |
| 6                   | 8   | ロマン・グロージャン       | ハース-フェラーリ               | 1:21.887 | 1:21.239 | 1:20.936 | 6    |
| 7                   | 55  | カルロス・サインツ         | ルノー                          | 1:21.732 | 1:21.552 | 1:21.041 | 7    |
| 8                   | 31  | エステバン・オコン         | フォース・インディア-メルセデス | 1:21.570 | 1:21.315 | 1:21.099 | 8    |
| 9                   | 10  | ピエール・ガスリー         | トロ・ロッソ-ホンダ             | 1:21.834 | 1:21.667 | 1:21.350 | 9    |
| 10                  | 18  | ランス・ストロール         | ウィリアムズ-メルセデス         | 1:21.838 | 1:21.494 | 1:21.627 | 10   |
| 11                  | 20  | ケビン・マグヌッセン       | ハース-フェラーリ               | 1:21.783 | 1:21.669 |          | 11   |
| 12                  | 35  | セルゲイ・シロトキン       | ウィリアムズ-メルセデス         | 1:21.813 | 1:21.732 |          | 12   |
| 13                  | 14  | フェルナンド・アロンソ     | マクラーレン-ルノー             | 1:21.850 | 1:22.568 |          | 13   |
| 14                  | 27  | ニコ・ヒュルケンベルグ     | ルノー                          | 1:21.801 | No Time  |          | 20 1 |
| 15                  | 3   | ダニエル・リカルド         | レッドブル-タグ・ホイヤー       | 1:21.280 | No Time  |          | 19 2 |
| 16                  | 11  | セルジオ・ペレス           | フォース・インディア-メルセデス | 1:21.888 |          |          | 14   |
| 17                  | 16  | シャルル・ルクレール       | ザウバー-フェラーリ             | 1:21.889 |          |          | 15   |
| 18                  | 28  | ブレンドン・ハートレイ     | トロ・ロッソ-ホンダ             | 1:21.934 |          |          | 16   |
| 19                  | 9   | マーカス・エリクソン       | ザウバー-フェラーリ             | 1:22.048 |          |          | 18 3 |
| 20                  | 2   | ストフェル・バンドーン     | マクラーレン-ルノー             | 1:22.085 |          |          | 17   |
| 107% time: 1:26.180 |     |                            |                                 |          |          |          |      |
| ソース:             |     |                            |                                 |          |          |          |      |

追記
- ^1 - ヒュルケンベルグは前戦ベルギーGPの決勝で多重クラッシュを引き起こしたため10グリッド降格[18][3]。FP1で規定を超えるパワーユニット交換(6基目のターボチャージャー(TC)、5基目のエンジン(ICE)、MGU-H、4基目のMGU-K、バッテリー(ES)、電子制御装置(CE))を行い、降格グリッド数が15を超えたため最後尾グリッドへ降格[19][5]
- ^2 - リカルドはFP1で規定を超えるパワーユニット交換(4基目のICE、TC、MGU-H、MGU-K、ES、CE)を行い、降格グリッド数が15を超えたため最後尾グリッドへ降格[20][4]
- ^3 - エリクソンはFP3で規定を超えるパワーユニット交換(4基目のICE)を行ったため10グリッド降格[21][22]

## 決勝
2018年9月2日 15:10 CEST(UTC+2)
ルイス・ハミルトンがタイヤ戦略とチームメイトのバルテリ・ボッタスの協力により、PU性能に優れるフロントロースタートのフェラーリ勢を逆転し、今シーズン6勝目を挙げ、今季のチャンピオン争いに優位に立った。史上最速平均周回速度を14年ぶりに更新したキミ・ライコネンは2位、ボッタスは4位でフィニッシュ、後にフェルスタッペンのペナルティにより3位に昇格し、メルセデスは3戦ぶりに両ドライバーが表彰台を獲得した。一方で、セバスチャン・ベッテルは1周目のバリアンテ・ロッジアでハミルトンと接触し後退を余儀なくされ5位フィニッシュ、後にフェルスタッペンのペナルティにより4位に昇格したものの、ハミルトンとのポイント差は30点に広がった。1周目のバリアンテ・ロッジアでベッテルがハミルトンと接触した件については両者ペナルティは科せられなかった。マックス・フェルスタッペンは3位でフィニッシュしたが、ボッタスとの接触で5秒ペナルティを科せられ5位に降格した。ロマン・グロージャンは6位でフィニッシュしたが、レース終了直後にルノーからフロアの寸法がレギュレーション違反であるという抗議があり、調査の結果失格となった。これによりルノーのランキング4位は維持され、ウィリアムズのセルゲイ・シロトキンは10位に繰り上がり初ポイントを獲得した。
レース後、ベッテルは前年より多発気味の度重なるドライビングミスを元F1ドライバーらによって批判された。

### 結果
| Pos.    | No. | ドライバー                 | コンストラクター                | 周回数 | タイム/リタイア原因 | Grid | Pts. |
| ------- | --- | -------------------------- | ------------------------------- | ------ | ------------------- | ---- | ---- |
| 1       | 44  | ルイス・ハミルトン         | メルセデス                      | 53     | 1:16:54.484         | 3    | 25   |
| 2       | 7   | キミ・ライコネン           | フェラーリ                      | 53     | +8.705              | 1    | 18   |
| 3       | 77  | バルテリ・ボッタス         | メルセデス                      | 53     | +14.066             | 4    | 15   |
| 4       | 5   | セバスチャン・ベッテル     | フェラーリ                      | 53     | +16.151             | 2    | 12   |
| 5       | 33  | マックス・フェルスタッペン | レッドブル-タグ・ホイヤー       | 53     | +18.208 1           | 5    | 10   |
| DSQ     | 8   | ロマン・グロージャン 2     | ハース-フェラーリ               | 53     | +56.320             | 6    |      |
| 6       | 31  | エステバン・オコン         | フォース・インディア-メルセデス | 53     | +57.761             | 8    | 8    |
| 7       | 11  | セルジオ・ペレス           | フォース・インディア-メルセデス | 53     | +58.678             | 14   | 6    |
| 8       | 55  | カルロス・サインツ         | ルノー                          | 53     | +1:18.140           | 7    | 4    |
| 9       | 18  | ランス・ストロール         | ウィリアムズ-メルセデス         | 52     | +1 Lap              | 10   | 2    |
| 10      | 35  | セルゲイ・シロトキン       | ウィリアムズ-メルセデス         | 52     | +1 Lap              | 12   | 1    |
| 11      | 16  | シャルル・ルクレール       | ザウバー-フェラーリ             | 52     | +1 Lap              | 15   |      |
| 12      | 2   | ストフェル・バンドーン     | マクラーレン-ルノー             | 52     | +1 Lap              | 17   |      |
| 13      | 27  | ニコ・ヒュルケンベルグ     | ルノー                          | 52     | +1 Lap              | 20   |      |
| 14      | 10  | ピエール・ガスリー         | トロ・ロッソ-ホンダ             | 52     | +1 Lap              | 9    |      |
| 15      | 9   | マーカス・エリクソン       | ザウバー-フェラーリ             | 52     | +1 Lap              | 18   |      |
| 16      | 20  | ケビン・マグヌッセン       | ハース-フェラーリ               | 52     | +1 Lap              | 11   |      |
| Ret     | 3   | ダニエル・リカルド         | レッドブル-タグ・ホイヤー       | 23     | クラッチ            | 19   |      |
| Ret     | 14  | フェルナンド・アロンソ     | マクラーレン-ルノー             | 9      | パワーユニット      | 13   |      |
| Ret     | 28  | ブレンドン・ハートレイ     | トロ・ロッソ-ホンダ             | 0      | 接触                | 16   |      |
| ソース: |     |                            |                                 |        |                     |      |      |

ファステストラップ
- ルイス・ハミルトン - 1:22.497 (30周目)

ラップリーダー
- 1-19=キミ・ライコネン、20-28=ルイス・ハミルトン、29-35=バルテリ・ボッタス、36-44=ライコネン、45-53=ハミルトン

追記
- ^1 - フェルスタッペンはターン1でボッタスと接触したため、5秒ペナルティとペナルティポイント2点(合計5点)が科された。5秒ペナルティをピットインで消化しなかったためレースタイムに5秒加算され、3位から5位に降格した[28]
- ^2 - グロージャンは6位でフィニッシュしたが、フロアの車両規定違反により失格[29][23]

## 第14戦終了時点のランキング
|  | 順位 | ドライバー                 | ポイント |
|  | ---- | -------------------------- | -------- |
|  | 1    | ルイス・ハミルトン         | 256      |
|  | 2    | セバスチャン・ベッテル     | 226      |
|  | 3    | キミ・ライコネン           | 164      |
|  | 4    | バルテリ・ボッタス         | 159      |
|  | 5    | マックス・フェルスタッペン | 130      |

|  | 順位 | コンストラクター          | ポイント |
|  | ---- | ------------------------- | -------- |
|  | 1    | メルセデス                | 415      |
|  | 2    | フェラーリ                | 390      |
|  | 3    | レッドブル-タグ・ホイヤー | 248      |
|  | 4    | ルノー                    | 86       |
|  | 5    | ハース-フェラーリ         | 76       |

- 注：ドライバー、コンストラクター共にトップ5のみ表示。